# Губавач
Губавач је насеље у општини Бијело Поље у Црној Гори. Према попису из 2003. било је 550 становника (према попису из 1991. било је 633 становника).

## Демографија
У насељу Губавач живи 406 пунолетних становника, а просечна старост становништва износи 34,1 година (33,6 код мушкараца и 34,5 код жена). У насељу има 142 домаћинства, а просечан број чланова по домаћинству је 3,87.
Ово насеље је углавном насељено Бошњацима (према попису из 2003. године).
|  |

| Демографија | Демографија | Демографија |
| Година      | Становника  | Становника  |
| ----------- | ----------- | ----------- |
|             |             |             |
|             |             |             |
|             |             |             |
|             |             |             |
| 1948.       | 399         |             |
| 1953.       | 428         |             |
| 1961.       | 425         |             |
| 1971.       | 485         |             |
| 1981.       | 593         |             |
| 1991.       | 633         | 602         |
| 2003.       | 682         | 550         |
|             |             |             |

| Етнички састав према попису из 2003.‍ | Етнички састав према попису из 2003.‍ | Етнички састав према попису из 2003.‍ | Етнички састав према попису из 2003.‍ | Етнички састав према попису из 2003.‍ |
| ------------------------------------ | ------------------------------------ | ------------------------------------ | ------------------------------------ | ------------------------------------ |
|                                      |                                      |                                      |                                      |                                      |
| Бошњаци                              | Бошњаци                              |                                      | 390                                  | 70,90%                               |
| Срби                                 | Срби                                 |                                      | 97                                   | 17,63%                               |
| Муслимани                            | Муслимани                            |                                      | 49                                   | 8,90%                                |
| Црногорци                            | Црногорци                            |                                      | 3                                    | 0,54%                                |
| непознато                            | непознато                            |                                      | 1                                    | 0,18%                                |

| Година пописа     | 1948. | 1953. | 1961. | 1971. | 1981. | 1991. | 2003. |
| ----------------- | ----- | ----- | ----- | ----- | ----- | ----- | ----- |
| Број домаћинстава | 79    | 84    | 77    | 82    | 110   | 143   | 152   |

| Број чланова      | 1   | 2  | 3  | 4  | 5  | 6  | 7  | 8  | 9 | 10 и више | Просек |
| ----------------- | --- | -- | -- | -- | -- | -- | -- | -- | - | --------- | ------ |
| Број домаћинстава | 142 | 21 | 17 | 28 | 25 | 21 | 13 | 13 | 2 | 0         | 2      |

| Пол    | Укупно | Неожењен/Неудата | Ожењен/Удата | Удовац/Удовица | Разведен/Разведена | Непознато |
| ------ | ------ | ---------------- | ------------ | -------------- | ------------------ | --------- |
| Мушки  | 204    | 78               | 116          | 7              | 2                  | 1         |
| Женски | 227    | 62               | 129          | 32             | 2                  | 2         |
| УКУПНО | 431    | 140              | 245          | 39             | 4                  | 3         |

| Пол    | Укупно                    | Пољопривреда, лов и шумарство | Рибарство                            | Вађење руде и камена | Прерађивачка индустрија       |
| ------ | ------------------------- | ----------------------------- | ------------------------------------ | -------------------- | ----------------------------- |
| Мушки  | 60                        | 6                             | 0                                    | 0                    | 11                            |
| Женски | 30                        | 1                             | 0                                    | 0                    | 9                             |
| УКУПНО | 90                        | 7                             | 0                                    | 0                    | 20                            |
| Пол    | Производња и снабдевање   | Грађевинарство                | Трговина                             | Хотели и ресторани   | Саобраћај, складиштење и везе |
| Мушки  | 1                         | 7                             | 4                                    | 1                    | 9                             |
| Женски | 0                         | 0                             | 7                                    | 1                    | 1                             |
| УКУПНО | 1                         | 7                             | 11                                   | 2                    | 10                            |
| Пол    | Финансијско посредовање   | Некретнине                    | Државна управа и одбрана             | Образовање           | Здравствени и социјални рад   |
| Мушки  | 0                         | 1                             | 12                                   | 2                    | 0                             |
| Женски | 0                         | 1                             | 3                                    | 4                    | 3                             |
| УКУПНО | 0                         | 2                             | 15                                   | 6                    | 3                             |
| Пол    | Остале услужне активности | Приватна домаћинства          | Екстериторијалне организације и тела | Непознато            | Непознато                     |
| Мушки  | 4                         | 0                             | 0                                    | 2                    | 2                             |
| Женски | 0                         | 0                             | 0                                    | 0                    | 0                             |
| УКУПНО | 4                         | 0                             | 0                                    | 2                    | 2                             |